# Rhagonycha macedonica
Rhagonycha macedonica es una especie de coleóptero de la familia Cantharidae.

## Distribución geográfica
Habita en los Balcanes.